# Fundación Nordhav
La Fundación Nordhav (en alemán: Nordhav-Stiftung) era una organización fachada del Sicherheitsdienst (SD) fundada en 1939 por Reinhard Heydrich para obtener y gestionar bienes inmuebles para las SS.

## Fundación y objetivos
El nombre Nordhav proviene de un antiguo término germánico para el Mar del Norte. Heydrich fundó la Stiftung Nordhav el 30 de julio de 1939. El Secretario de Estado Wilhelm Stuckart reconoció la fundación el 3 de agosto de 1939. El objetivo oficial de la fundación era obtener bienes inmuebles para ser utilizados como centros de descanso y recreación para los miembros de las SS, la Policía de Seguridad del Reich y sus familias. Además de esta función oficial, Heydrich tenía la intención de utilizar la organización para adquirir bienes inmuebles. Heydrich nombró a cinco directores: Karl Wilhelm Albert, Herbert Mehlhorn, Werner Best, Kurt Pomme y Walter Schellenberg. La dotación inicial de la fundación fue de 150.000 reichsmark.

## Primera adquisición
La primera adquisición de la fundación fue Katharinenhof, una granja en Fehmarn, una isla del Mar Báltico y lugar de vacaciones. Heydrich tenía la intención de utilizar esta propiedad como casa de vacaciones, además de la casa de verano en Fehmarn que ya poseía. Katharinenhof, de 11 hectáreas, tenía su propia playa, tumbas de la Edad de Piedra de importancia arqueológica, una casa de playa con techo de paja y establos. Schellenberg se encargó de toda la transacción. El estallido de la Segunda Guerra Mundial en Europa el 1 de septiembre de 1939 provocó que la fundación quedara inactiva durante los siguientes seis meses.

## La villa Wannsee

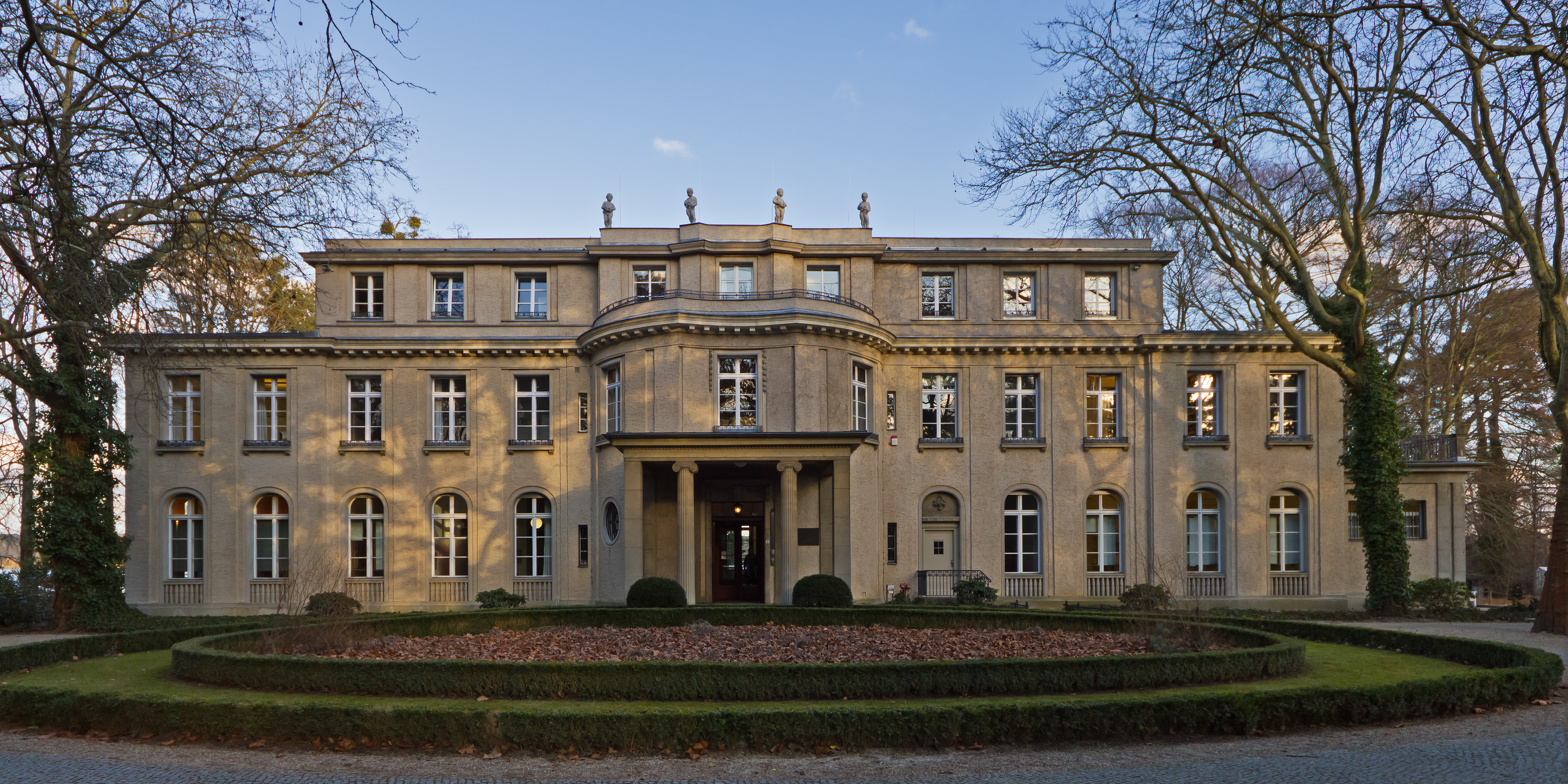
La villa Am Großen Wannsee 56–58, en donde se celebró la Conferencia de Wannsee. Desde 1992, es un monumento y un museo del Holocausto.

La transacción financiera más importante de la Stiftung Nordhav se produjo en noviembre de 1940: la adquisición de la Villa Wannsee en Am Grossen Wannsee 56-58, en Berlín. El industrial Friedrich Minoux, propietario de la villa, había sido encarcelado por defraudar a la planta de gas de Berlín, el mayor delito financiero de la era nazi. Desde su celda en Berlín, Minoux vendió la villa a la Stiftung Nordhav por 1,95 millones de marcos. La intención de Heydrich era utilizar la villa como casa de huéspedes de las SS y alojamiento de vacaciones, reservando una parte para sus propias necesidades. El 20 de enero de 1942, la Villa Wannsee se convirtió en la sede de la Conferencia de Wannsee, la reunión que Heydrich mantuvo con altos funcionarios del régimen nazi para anunciar los planes para la deportación y el exterminio de todos los judíos en el territorio ocupado por los alemanes. Esta acción debía coordinarse con los representantes de las agencias estatales nazis presentes en la reunión.

## Posguerra
La Villa Wannsee es hoy un monumento conmemorativo del Holocausto. Katharinenhof es un museo y un lugar de acampadas.